# Gerrie Knetemann
Gerhard Friedrich „Gerrie” Knetemann (ur. 6 marca 1951 w Amsterdamie, zm. 2 listopada 2004 w Bergen) – holenderski kolarz torowy i szosowy, mistrz świata w obu dyscyplinach.

## Kariera
W latach 1974–1987 uczestniczył w 11 edycjach Tour de France, wygrywając 10 etapów. Był przede wszystkim specjalistą od wyścigów klasycznych (jednodniowych), wygrał m.in. prestiżowe zawody Amstel Gold Race (dwukrotnie); wygrał także etapowy wyścig Paryż-Nicea w 1978. Odniósł łącznie 130 zwycięstw w wyścigach kolarskich. Od 1991 był trenerem kadry narodowej Holandii.
Zdobył złoty medal w wyścigu ze startu wspólnego na mistrzostwach świata w Kolonii w 1978.
Zmarł na atak serca podczas przejażdżki rowerowej z przyjaciółmi w holenderskim Bergen.